# Héctor Rondón Lovera
Héctor Rondón Lovera (Bruzual, 25 de noviembre de 1933-21 de junio de 1984), fue un fotógrafo venezolano. Fue el ganador del Premio World Press Photo of the Year en 1962 y el Premio Pulitzer de fotografía periodística de 1963 a raíz de su foto "Ayuda del padre". Es uno de los pocos que ganó ambos premios y el primer latinoamericano y único venezolano en ganar un Pulitzer.

## Biografía
Nacido en una pequeña localidad del Estado Apure, en los llanos venezolanos, Rondón Lovera se traslada a sus 15 años a la ciudad de Maracay donde trabajó un lustro como fontanero, taxista y en eventos deportivos menores de béisbol local. Se trasladó a la ciudad de Los Teques,  más cerca de Caracas, donde comenzó como fotógrafo.
Sus primeros trabajo como tal fueron con el departamento de prensa del Estado Miranda y de la entonces conocida como PTJ. Tras esto entró al diario La República.
En el año 1962, siendo corresponsal del citado diario, fue comisionado para cubrir los eventos militares de Puerto Cabello (conocidos como El Porteñazo). Entre el día 2 y el 3 de junio de ese año, tomó la fotografía del padre Luis María Padilla (párroco de Borburata y capellán de la base naval Agustín Armario) intentando socorrer a un militar mortalmente herido. Esta fotografía fue publicada inicialmente en el diario La República y posteriormente merecedora del premio World Press Photo of the Year. Rondón fue además galardonado con el Pulitzer de fotoperiodismo y con el Premio George Polk.

## Reconocimientos a su fotografía "Ayuda del padre"
La fotografía fue distribuida por la Associated Press y fue ampliamente publicada y comentada a nivel mundial. Además fue honrada con la colocación de un mural en la esquina donde se tomó la fotografía. En 1965 Norman Rockwell se basó en los protagonistas de la fotografía para pintar "Southern justice (Murder in Mississippi)". Posteriormente, en 1974, el director de cine venezolano Román Chalbaud contrató al padre Luis María Padilla para reproducir la escena y que hiciera su propio rol en la película "La quema de Judas". Ya en 2005, para conmemorar los 50 años de la Fundación World Press Photo, se emitieron unas estampillas conmemorativas en los Países Bajos entre las cuales se encuentra la fotografía de Rondón Lovera con el valor € 0,39.